# Суходонецкое сельское поселение
Суходонецкое сельское поселение — муниципальное образование Богучарского района Воронежской области России.
Административный центр — село Сухой Донец.

## Население
| 2000 | 2005 | 2010 | 2012 | 2013 | 2014 | 2015 | 2016 | 2017 |
| ---- | ---- | ---- | ---- | ---- | ---- | ---- | ---- | ---- |
| 1053 | ↘961 | ↗969 | ↘961 | ↘954 | ↘944 | →944 | ↘926 | ↗964 |
| 2018 | 2019 | 2020 | 2021 |      |      |      |      |      |
| ↘955 | ↘941 | ↘935 | ↘903 |      |      |      |      |      |

## Населённые пункты
В состав поселения входят:
- село Белая Горка 1-я,
- село Белая Горка 2-я,
- село Сухой Донец.